# Jon Würz
Jon Noa Würz (* 1999) ist ein Schweizer Unihockeyspieler, der beim Nationalliga-A-Verein Floorball Köniz unter Vertrag steht.

## Karriere
Würz stammt aus dem Nachwuchs des Berner Nationalliga-A-Vereins Floorball Köniz. 2020 debütierte er erstmals in der höchsten Schweizer Spielklasse.
Am 30. August 2020 gewann er zudem mit den Bernern den Schweizer Supercup mit einem 7:5-Sieg über den UHC Alligator Malans.

## Erfolge
- Schweizer Supercup: 2020